# Lemíthou
Lemíthou är en ort i Cypern.   Den ligger i distriktet Eparchía Lemesoú, i den centrala delen av landet, 60 km väster om huvudstaden Nicosia. Lemíthou ligger 1 029 meter över havet och antalet invånare är 112. Den ligger på ön Cypern.
Terrängen runt Lemíthou är huvudsakligen kuperad, men österut är den bergig. Trakten runt Lemíthou är glesbefolkad, med 17 invånare per kvadratkilometer. Närmaste större samhälle är Léfka, 18,4 km norr om Lemíthou. 